# Останинский сельсовет (Курская область)
Оста́нинский сельсовет — муниципальное образование со статусом сельского поселения в Мантуровском районе Курской области Российской Федерации.
Административный центр — село Останино.

## История
Статус и границы сельсовета установлены Законом Курской области от 21 октября 2004 года № 48-ЗКО «О муниципальных образованиях Курской области».
Законом Курской области от 26 апреля 2010 года № 26-ЗКО в состав сельсовета включены населённые пункты упразднённых Большебутырского и Репецкоплатавского сельсоветов.

## Население
| 2002 | 2010  | 2012  | 2013  | 2014 | 2015 | 2016 |
| ---- | ----- | ----- | ----- | ---- | ---- | ---- |
| 492  | ↗1121 | ↘1073 | ↘1034 | ↘999 | ↘987 | ↘943 |
| 2017 | 2018  | 2019  | 2020  | 2021 |      |      |
| ↘914 | ↘872  | ↘854  | ↘828  | ↗837 |      |      |

## Состав сельского поселения
| №  | Населённый пункт | Тип населённого пункта       | Население |
| -- | ---------------- | ---------------------------- | --------- |
| 1  | Большие Бутырки  | село                         | ↘333      |
| 2  | Дубрава          | хутор                        | ↘4        |
| 3  | Екатериновка     | деревня                      | ↘80       |
| 4  | Красная Заря     | хутор                        | ↘3        |
| 5  | Красная Нарезка  | хутор                        | ↘17       |
| 6  | Круглый Лес      | деревня                      | ↘25       |
| 7  | Крутое           | хутор                        | ↘1        |
| 8  | Мочаги           | хутор                        | ↘4        |
| 9  | Останино         | село, административный центр | ↘422      |
| 10 | Репецкая Плата   | село                         | ↘232      |